# كينيث كينت (لاعب كريكت)
كينيث كينت (10 ديسمبر 1901 في المملكة المتحدة - 29 ديسمبر 1974 في المملكة المتحدة) (بالإنجليزية: Kenneth Kent)‏ هو لاعب كريكت بريطاني وبريطاني (وحمل سابقاً جنسية المملكة المتحدة لبريطانيا العظمى وأيرلندا). لعب مع نادي وارويكشاير للكريكيت ‏.

## وصلات خارجية
- كينيث كينت على موقع إي آس بي آن كريك إنفو (الإنجليزية)